# 2010 en informatique
2009 en informatique - 2010 - 2011 en informatique
Cet article présente les faits marquants de l'année 2010 en informatique.

## Événements
- 4 février : Nokia rend Symbian OS disponible sous licence libre.
- 15 février : création du projet MeeGo, fusion de Maemo et Moblin.
- 28 avril : Hewlett-Packard annonce qu’il achète Palm pour 1,2 milliard de dollars.
- 12 mai : annonce du « rachat de Sybase par SAP pour 5,8 milliards de dollars »[1]
- 19 août : Intel rachète l'entreprise de sécurité McAfee pour 7,68 milliards USD (5,97 milliards d'euros)[2].
- 17 novembre : publication du 67e numéro du magazine électronique Phrack.

### Moteurs de recherche
En 2010, Google atteint et dépasse 6 % du trafic mondial.

### Réseaux sociaux
Facebook dépasse les 500 millions d'utilisateurs ; le Time élit Mark Zuckerberg (cocréateur de Facebook) personnalité de l'année. Twitter fait une percée fulgurante en passant de 75 millions d'utilisateurs en début d'année à 200 millions en fin d'année,.

### Prix et distinctions
- le Prix Nevanlinna est attribué à Daniel Spielman pour son analyse lisse des algorithmes de programmation linéaire
- le prix Gödel est attribué à  Sanjeev Arora et Joseph S.B. Mitchell.

## Standards
- OpenGL 3.3 et 4.0 sont sortis le 11 mars
- IEEE 802.3ba (Ethernet à 40 et 100 Gbit/s) en juin[5]
- OpenDocument 1.2 est attendu

## Logiciel
- Mozilla Firefox 3.6 sorti le 21 janvier.
- OpenOffice.org 3.2 sorti le 11 février.

### Système d'exploitation
- *BSD
  - FreeBSD est sorti en version :
    - 7.3 le 23 mars
    - 8.1 le 27 juillet

  - OpenBSD est sorti en version :
    - 4.7 le 19 mai
    - 4.8 le 1 novembre

  - NetBSD est sorti en version :
    - 5.1 le 19 novembre

  - PCBSD est sorti en version :
    - 8.0 le 22 février
- Sorties du noyau Linux :
  - 2.6.33 le 24 février
  - 2.6.34 le 16 mai
  - 2.6.35 le 1 août
  - 2.6.36 le 20 octobre
- Sorties de distribution Linux :
  - Fedora
    - version 13 le 25 mai

  - Mandriva Linux
    - version 2010.1 le 9 juillet
    - version 2010.2 le 22 décembre

  - Ubuntu
    - version 10.04 le 29 avril
    - version 10.10 le 10 octobre
- KDE sort en version :
  - 4.4 le 4 février
  - 4.5 le 10 août
- GNOME sort en version :
  - 2.30 le 31 mars
  - 2.32 le 30 septembre

## Matériel
- Processeurs :
  - Intel sort des processeurs gravés en 32 nm
  - Intel et AMD sortent des processeurs à 6 cœurs pour ordinateur de bureau, respectivement Core i7 Gulftown et Phenom II Thuban
  - sortie du processeur Xeon Beckton d'Intel (8 cœurs, pour serveur) en avril[6]
  - sortie du processeur Opteron Magny-Cours d'AMD (8 à 12 cœurs, pour serveur) en avril[7]
  - sortie du processeur POWER7 d'IBM (4 à 8 cœurs, pour serveur) en février
  - sortie du processeur SPARC T3 (en) d'Oracle (16 cœurs, pour serveur) en septembre
- Nvidia sort des cartes graphiques GeForce 400 compatibles Direct3D 11 (en).
- Apple annonce l'iPad le 27 janvier, disponible au troisième trimestre
- sorties de disques durs à plateaux de ⅔ To[8]

## Années 2010 en informatique
- Plusieurs fonderies mettent en œuvre des lignes de production avec wafer de 45 cm de diamètre[9].